# 1778 год в науке
В 1778 году были различные научные и технологические события, некоторые из которых представлены ниже.

## События
- Открытие в Канаде месторождения битуминозных песков Атабаска (провинция Альберта).
- В Нижнем Поволжье зима этого года оказалась аномально холодной. Говорится, что птицы замерзали в полёте и падали мёртвыми[1].

## Родились
- 1 января — Шарль Александр Лесюёр, французский путешественник и художник, работал над научной систематизацией животного мира (ум. 1846)
- 15 января — Жан-Антуан Алавуан, французский архитектор; воздвиг в Париже на площади Бастилии Июльскую колонну (ум. 1834)
- 4 февраля — Огюстен Пирам Декандоль, крупнейший швейцарский и французский ботаник, один из первых систематизаторов растений (ум. 1841)
- 6 февраля — Уго Фосколо, итальянский поэт и филолог (ум. 1827)
- 6 июля — Жан-Батист Бори де Сен-Венсан, французский зоолог, ботаник, геолог и географ (ум. 1846)
- 20 сентября — Фаддей Беллинсгаузен, русский мореплаватель, адмирал, первооткрыватель Антарктиды (ум. 1852)
- 21 сентября — Карл Людвиг Кох, немецкий энтомолог, специализирующийся на паукообразных (ум. 1857)
- 5 октября — Эрнст Людвиг фон Астер, выдающийся прусский военный инженер; строил крепости в Торгау, Кёльне, Кобленце (ум. 1855)
- 5 ноября— Джованни Баттиста Бельцони, плодовитый итальянский исследователь древностей, пионер египтологии (ум. 1823)
- 6 декабря — Жозеф Луи Гей-Люссак, крупнейший французский физик и химик (ум. 1850)
- 17 декабря — Гемфри Дэви, английский химик, физик и геолог, покровительствовал Фарадею (ум. 1829)

## Скончались
- 10 января — Карл Линней, шведский натуралист, естествоиспытатель и врач (род. 1707).
- 30 мая — Мари-Франсуа Вольтер, французский философ (род. 1694).
- 2 июля — Жан Жак Руссо, французский писатель и философ (род. 1712).
- 9 ноября — Джованни Баттиста Пиранези, итальянский архитектор и художник (род. 1720).